# Burattino
 (septembre 2022).
Si vous disposez d'ouvrages ou d'articles de référence ou si vous connaissez des sites web de qualité traitant du thème abordé ici, merci de compléter l'article en donnant les références utiles à sa vérifiabilité et en les liant à la section « Notes et références ».

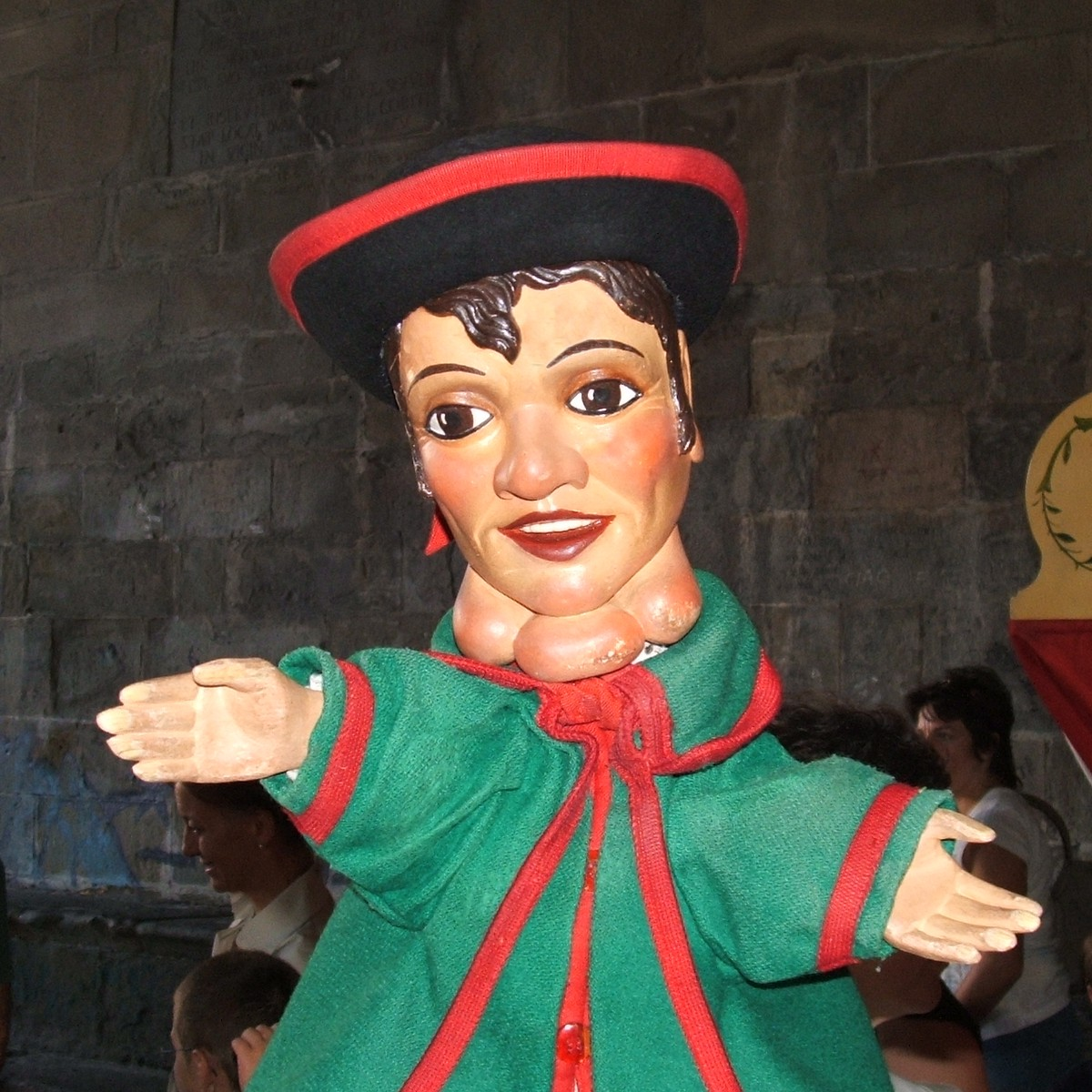
Gioppino, burattino de Bergame

Le burattino (marionette en italien) est un type de marionnette dont le corps est en chiffon et la tête en bois ou autre matériau qui apparaît sur la scène à mi-corps, déplacée d'en bas, par la main du marionettiste qui l'enfile comme un gant.
Le spectacle de marionnettes a souvent lieu à l'intérieur d'une cabane en bois, appelée château.
En italien, le terme burattino se distingue du mot marionetta : cette dernière constitue un type particulier de marionnette (pupazzo), faite en bois ou d'un autre matériau, qui représente un corps entier apparaissant sur scène et qui, le plus souvent, est déplacée par le haut au moyen de fils.
Pinocchio, bien qu'étant une marionnette (marionetta) dans la terminologie moderne, était décrit par son auteur Collodi comme burattino di legno (burattino de bois) car au moment de l'écriture du roman (Les Aventures de Pinocchio, en 1881) le terme burattino avait le sens d'une marionnette à fils, alors que le terme « marionetta », peu répandu, était rejeté par certains auteurs car considéré comme trop français, . Au fil du temps, les termes ont changé de définition et Pinocchio peut aujourd'hui être classé comme une marionetta (qui dans le récit original se déplace sans fil comme un automate).

## Étymologie

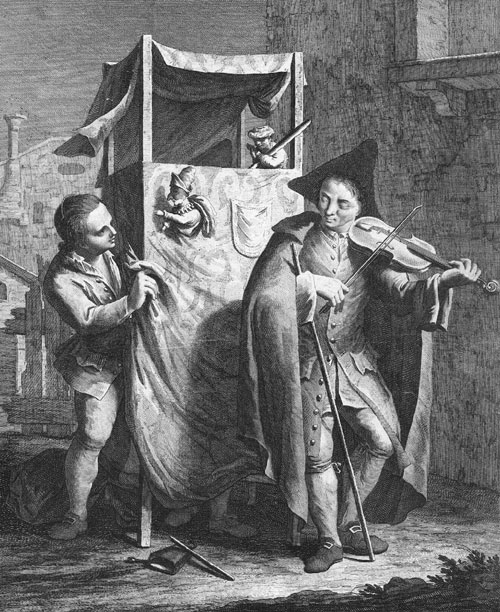
Un ancien théâtre de marionnettes

En italien, le nom burattino s'affirme au XVIe siècle (d'autres termes, comme capocciello, fracurrado, fantoccino, existent). Il dérive vraisemblablement de Burattino, un zanni de la commedia dell'arte, qui à son tour doit son nom à l'artisanat des buratini , tamis à farine, utilisés avec des mouvements rapides et répétitifs.
À partir du XIVe siècle, le terme s'emploie aussi pour désigner la robe des marionnettes, puis les marionnettes-mêmes. L'étymologie de marionnette comme « vêtement » n'est pas démontrée, si ce n'est par l'opinion exprimée au XIXe siècle par Yorick, pseudonyme de PC Ferrigni, journaliste de la Nazione, dans son Histoire des marionnettes (Florence, 1884). Dans les régions où la tradition est encore vivante, cet accessoire est appelé sottoveste (jupon), vestina (petite robe) et jamais buratto.

## Caractéristiques
La marionnette se compose essentiellement de trois parties, la tête, les mains et le vêtement. Le matériau avec lequel les têtes sont fabriquées est souvent léger : papier mâché, tissu, bois creux, argile. L'intérieur de la tête est creux pour permettre l'introduction des doigts qui soutiennent la marionnette : en Italie cependant, certaines marionnettes dont la tête est en matériau lourd comme le bois massif ou le plâtre, ont une poignée placée à l'intérieur de la robe qui permet au marionnettiste de tenir la marionnette non pas de l'intérieur de la tête mais de l'appendice spécial. De plus, les marionnettes féminines sont généralement dépourvues de la robe creuse, mais sont animées par le bas à l'aide d'un bâton : pour cette raison, elles ont moins de mobilité que l'antagoniste masculin. 
La marionnette est manipulée par insertion de l'index dans le creux de la tête et du pouce et du majeur dans les deux bras. Comme alternative au majeur, l'auriculaire peut être utilisé.
La robe peut être italienne, russe, lyonnaise, allemande, anglaise ou yougoslave, selon le type de marionnette. Le burattino, ayant une ascendance moins noble que la marionetta et s'adressant à un public populaire, possède peu de traits caractéristiques qui permettent son identification : ainsi, les démons portent un vêtement entièrement rouge, les princesses sont vêtues de bleu ciel, Polichinelle de blanc, les médecins et juges noir, etc. Quelques accessoires complètent l'identification : l'épée pour le chevalier, la couronne pour le roi, etc.

## Distinction entre marionetta et burattino
Les genres de spectacles sont distincts : la marionetta est réservée aux registres nobles et religieux, le burattino, humbles et populaires. Alors que la première imite la nature humaine voire la transcende,  le second représente une caricature de la personnalité humaine et trouve son rôle - comique ou tragique - dans sa propre impétuosité physique et verbale. 
La relation avec le marionnettiste est aussi différente : tandis que la marionetta est manœuvrée à distance, grâce à un dispositif mécanique complexe, le burattino est en contact direct avec le marionnettiste. Le mouvement du premier sera donc aérien et léger, en quête constante de perfection, tandis que le second, plus nerveux et impulsif, reflétera directement la sensibilité du marionnettiste. Comme le dit le marionnettiste de burratino de Parme Italo Ferrari : « Entre le marionettista et le burattinaio, il y a alors une différence substantielle, un point de vue différent. Le mationettista a cru en l'Homme parfait et a fait un artiste à son image. Le burratinaio a été persuadé de l'imperfection humaine, et voilà venir le burattino, sans forme, grotesque et dépourvu de jambes : peut-être… pour leur donner, c'est possible, plus de tête. »